# Hóa Sơn (xã)
Hóa Sơn là một xã thuộc huyện Minh Hóa, tỉnh Quảng Bình, Việt Nam.
Xã Hóa Sơn có diện tích 174,88 km², dân số năm 2019 là 1.614 người, mật độ dân số đạt 9 người/km².